# اتفاق الحبوب الروسي الأوكراني
اتفاق تصدير الحبوب الأوكرانية أو ما يسمى بمبادرة البحر الأسود هو اتفاق بين روسيا وأوكرانيا وتركيا بقيادة الأمم المتحدة وقع في الـ 22 من يوليو عام 2022 بهدف عودة حجم صادرات الحبوب الأوكرانية إلى مستوى ما قبل الحرب أي تصدير 5 ملايين طن متري شهريًا تضمنت الاتفاق عدة بنود وقع عليها الأطراف الأربعة.

## تداعيات الاتفاق
الغزو الروسي الأوكراني الذي بدأ في 24 فبراير والذي أدى إلى إغلاق الموانئ الأوكرانية، والذي تسبب في ترك 20 مليون طن من الحبوب عالقة في الصوامع، مما أدى إلى ارتفاع أسعار الحبوب العالمية.

## أبرز بنود الاتفاق

### تفتيش السفن عند الدخول والخروج
لقد نص الاتفاق على أنه يقضي بتفتيش السفن المشاركة في تصدير الحبوب الأوكرانية عند الدخول والخروج من البحر الأسود للتأكد من عدم حمل أسلحة علي متنها وهذا ما قد أعلن عنهُ أطراف الاتفاق.

### تصدير الحبوب من 3 موانئ
كما تضمن الاتفاق على انه تصدر الحبوب من خلال ثلاثة موانئ بحرية هي أوديسا، ووچورنوموركس، ويوزهنو على أن تكون تلك الموانئ مطلة على البحر الأسود وأهم تلك الموانئ هو ميناء أوديسا الذي يطل على البحر الأسود.

### المرور الآمن

يضمن الاتفاق مرورا آمنا من وإلى الموانئ الأوكرانية المنصوص عليها في بنود الاتفاق حيث تبحر السفن التي سيتتبعها مركز التنسيق المشترك في البحر الأسود إلى مضيق البوسفور التركي ومنه إلى الأسواق العالمية.

### إنشاء مركز مشترك للإشراف على سير العمليات وحل الخلافات
تضمن الاتفاق وجود مركز قيادة مشترك للإشراف علي عمليات الملاحة البحرية الخاصة بالسفن التي تحمل صادرات الحبوب من أوكرانيا خلال مرورها داخل البحر الأسود ويهدف هذا المركز المشترك أيضا إلى حل الخلافات الوارد حدوثها أثناء عمليات الملاحة البحرية بما يضمن عدم حمل سفن الشحن لأفراد محظورين أو أسلحة.

### مدة سريان الاتفاق 4 شهور
اتفق اطراف هذا الاتفاق على سريان العمل بالاتفاق لمدة 120 يوم لحين تجديد المدة مرة أخرى.

## تعليق الاتفاق
علقت روسيا الاتفاق في 29 أكتوبر عام 2022 على خلفية تفجير الجانب الأوكراني لجسر القرم والذي اشارت التحقيقات التي أجرتها الإدارة الروسية إلى أن المتفجرات كانت محمولة في إحدى شاحنات الحبوب الأوكرانية لذلك قررت روسيا الانسحاب من الاتفاق التي توسطت فيها الأمم المتحدة إضافة إلى سبب رئيسي آخر حيث استهدفت السفن الروسية بطائرات الدورون في ميناء سيفاستوبول والذي حصل في 29 أكتوبر عام 2022 والتي كانت ضمن الأسطول المشارك في اتفاق نقل الحبوب إذ اشارت التحقيقات ان تلك الطائرات خرجت من أوديسا باتجاه القرم وذلك عقب إجراء لجنة تحقيقات توصلت لذلك عقب جمع حطام الطائرات المنفذة للهجوم. إلى ان تراجعت روسيا عن هذا القرار في 2 نوفمبر 2022 عقب مباحاثات بين كلا الجانبين التركي والروسي التي أدت الي ضمانات جديدة تضمن للجانب الروسي عدم التعرض لأسطولهِ أو المساس به كما أرسلت اوكرانيا تعهدا كتابيا للحكومة الروسية بعدم استخدام الممر الآمن في العمليات العسكرية.

### تمديد الاتفاق
عادت المناقشات والمباحثات حول تفعيل زيادة مدة سريان العمل بذلك الاتفاق عقب اجتماعات مشتركة عقدت بعد وصول أمين عام الأمم المتحدة الى أوكرانيا لبحث تمديد اتفاق بشأن الحبوب وتوصل مع الرئيس الاوكراني لاتفاق بشأن تمديد الاتفاق وعليها سعت تركيا كوسيط وطرف لإقناع روسيا بشأن تمديد الاتفاق. و في الثالث عشر من مارس 2023 اعلنت الخارجية الروسية موافقتها علي تمديد الاتفاق لمدة 60 يوم فقط بدلا من 120 يوم على ان ينتهي العمل بها في شهر مايو 2023 لحين النظر بشأن تمديدها مرة أخرى على ان يكون تمديد الاتفاقية وفقا للشروط التي سبق الاتفاق عليها.

## إنسحاب روسيا
أعلنت الحكومة الروسية في 19 يوليو لعام 2023 انساحبها من اتفاق الحبوب واخطرت الحكومة الروسية الأمم المتحدة وتركيا وأوكرانيا بعدم رغبتها في تجديد الإتفاق.